# Руптура Ахилове тетиве
Руптура Ахилове тетиве је пробијање, распрснуће, раскид или пуцање Ахилове тетиве која се јавља као резултат повреде због непосредног или посредног деловања механичке силе или као последица неке болести (због ресорбовања ткива или запаљења). 
Дијагноза се лако поставља. Лечење је неоперативно и оперативно, са сличним резулатима успешности. Оперативно лечење се фаворизује код младих људи и активних спортиста. У случају свежег пуцања Ахилове тетиве предност треба дати хируршком лечењу перкутаном сутуром, или у свим случајевима када је немогуће постићи неоперативну комплетну репозицицију окрајака тетиве.

## Анатомија и физиологија
Ахилова тетива је најјача, и најчвршћа тетива, која је уз тетиву квадрицепса највећа тетива у људском телу. Њeн задатак је подизање целокупне тежине тела и учешће у покретима ходање, трчање и скакање. Она  повезује троглави мишић (лат. m. triceps surae) који чине две главе гастрокнемијуса и глава солеуса, за петну кост и омогућава активно плантарно опружање стопала и подиже пету и цело тело.
Ахилова тетива има попречни пресек око 0,5 cm² и пре него што се припооји на петну кост ротира, тако да она влакна која су се претходно налазила проксимално и унутра, сада се налазе дистално и постериорно. Спирализација тетиве доприноси њеном продужењу и повећању еластична, и релакасцији тетиве.  Облик тетиве се такође мења током покрета, од пљоснатог проксимално до округлог и дебљег облика, до на 4 cm од петне кости, и опет до врло пљоснатог уз крај самог припоја на петној кости. И док су влакна мишића гастрономијуса углавном беле, брза, типа II, чинећи мишић способним за експлозивне активности као што су трчање и скакање, док су влакна мишића солеуса углавном црвена, спора, тип I, која су важни за ходање и одржавање усправног положаја.
Ахилова тетива нема прави синовијални омотач, већ лажни омотач или паратенон који формира
еластичну овојницу са задатком да олакшава клизање тетиве уз блиске структуре потколенице.

## Епидемиологија
Иако је Ахилова тетива најјача тетива у човековом телу, инциденција њене руптуре знатно се повећала у задњих 20 година,  и спада у групу најчешћих повреда тетивно-мишићног апарата. Иако су повреде Ахилове тетиве чешће код спортиста — у тенису, гимнастици, скијању, рукомету, фудбалу, кошарци, атлетици, оне се ипак јављају много чешће код особа које се рекреативно баве спортом, и то највише код младих и активних одраслих особа. 
Иако су разлози повећане инциденције често нејасни, један од њих може бити и однос између висине и снаге спортиста, повећане тежине тренинга, повећане употребе замена за природну храну (нпр. креатин) и употреба кортикостероида, хормона раста и тестостерона. Неки аутори наводе став да је опажени пораст инциденце руптуре Ахилове тетиве једноставно пропорционалан порасту учешћа у рекреативним спортовима код младих и средовечних спортиста. Сматра се да је повећана инциденција руптуре у 21. веку последица боље дијагностике и документације руптуре, али и веће преваленције бављења спортом у средњој животној доби због раста заинтересованости за спортске активност међу људима средњег животног доба, из здравствених и других разлога. На то указује податак да је око 74% свих руптура повезано са спортом, а 89% тих руптура настало је за време бављења спортом с лоптом или рекетом.
Чешће су једностране руптуре, док се обостране руптуре Ахилове тетиве јављају у око 25-30% случајева.
Инциденција која је 14 — 30 на 100.000 особа годишње, просечне је старости 35 година, са мушко : женским односом 20 : 1. Већу преваленцију мушкараца оправдава податак да се они више баве спортом са повећаним ризиком за руптуру тетиве.
Повреде Ахилове тетиве које су повезане са бројним факторима ризика, имају бимодални карактер кривуље учесталости у односу на животну доб —  са два врхунца који се јављањју, у првој, трећој и четвртој деценији (30 — 49 година) и други, у осмој деценији живота.

## Етиопатогенеза
Узрок руптуре Ахилове тетиве највјероватније је комбинација постојања релативне хиповаскуларизационе зоне и понављаних микротраума које проузрокују упални репаративни процес, који због смањене васкуларизације није способан да се супротставља стресовима. Са старењем долази до губитка вискозности и еластичности као последица промене у структури колагена. Тај губитак еластичности и појачана крутост ткива су предиспозиција за повреду. Понављане микротрауме у овој области онемогућава репаративне процесе и овакве дегенерације могу бити одговорно за многе руптуре Ахилове тетиве.
Уколико се тако морфолошки промењена тетива прекомерно оптерети долази до њеног пуцања, и поред тога што је Ахилова тетива грађена од врло чврстог и отпорног ткива. Током напора а посебно код спортских активности, она је изложена великим оптерећењима, у којима су силе оптерећења веће од прага издржљивости Ахилове тетиве. Ако узмемо у обзир и претходна оштећења и дегенеративне промене у тетиви, онда не изненађује чињеница што долази до њене руптуре, на један од следећа неколико начина:
- Након дејства снажне, прекомерне силе — која преоптерећује тетиву узрокоује руптуру.
- Након неравномерног деловањем силе,
- Након наглих и претераних оптерећења већ напете тетиве
- Након наглих покрета претходно максимално савијеног стопала према доле.
- Након сталне микротрауме — које су последица дуготрајног или учесталог погрешног или прекомерног оптерећења у току спортске активности, i стварања морфолошких промене у везивном и потпорном ткиву.
- Директни ударци и отворене повреда такође могу узроковати руптуру тетиве.

Ахилова тетива обично пуца на најтањем делу, односно 2 до 5 центиметара изнад петне кости, на месту где је најслабије снабдевена крвљу.  Остала типична места за настанак руптуре су и мишићнотетивни прелаз и хватиште тетиве за петну кост.
Након све већег броја истраживања дошло се до закључка да се нормална тетива не руптурира и да се то дешава у оној тетиви која је патила од извесних оштећења у краћем или дужем периоду пре руптуре. Унутрашња дегенерације Ахилове тетиве у многим студијама означено је као узрочни фактор за руптуру. Ахилова тетива је изложена силама осовинског притиска током трајања спортских активности. Код млађих особа са нормалном тетивом те снаге могу бити толерисане. Са старењем, тетива ће бити подложнија повредама, и претпоставља се да се руптуре могу десити само у абнормалним тетивама и са удруженом интратендинозном дегенерацијом и повећаним механичкоим стресом.

## Клиничка слика
У клиничко слици доминира типичан снажан бол изнад руптурираног подручја Ахилове тетиве приликом доскока на предњи део стопала. Повређени често чује пуцање тетиве попут „пуцања бича”. Обично се јавља удубљење у тетиви 2 до 5 см изнад пете. 
Са потпуно руптурираном тетивом, али и при делимичној руптури, повређени не може да се подигне на прсте повређене ноге. Стопало се не може савити према доле против отпора. 
Повећава се оток стопала због крварења које постепено узрокује модрицу изнад доњег дела ноге и стопала.

## Дијагноза
Дијагноза се лекао поставља на основу анамнезе, клиничког прегледа и ултразвучне сонографије. Посебну пажњу треба обратити на усмерена на функционално оштећење тетиве. Томпсонов (сqуеезе) тест даје позитиван резултат. Поузданост је готово 100%, те се помоћу њега руптура лако разликује од повреде горњег скочног зглоба или мишића потколенице.

## Диференцијална дијагноза
Диференцијално-дијагностички код уптура Ахилове тетиве треба имати у виду следеће повреде и стања:
- Фрактуру глежња у спортској медицини
- Синдром глежња
- Угануће скочног зглоба
- Атлетске повреде стопала
- Калканофибуларну повреду лигамената
- Прелом калканеуса
- Дубоку венску тромбозу
- Ретрокалканеални бурзитис
- Повреду талофибуларног лигамента

## Терапија
За лечење руптуре Ахилове тетиве, постоје три савремена метода:
- конзервативно лечење,
- отворена оперативне техника,
- перкутана оперативна техника.[27]

### Конзервативна терапија
Неоперативна терапија за руптуру Ахилове тетиве је обично намењана за пацијенте који су старији и/или неактивни, као и за оне са системским болестима или слабим интегритетом коже. Пацијентима  са дијабетесом, проблемима зарастања рана, васкуларним болестима, неуропатијама или озбиљним системским болестима не саветује се оперативно лечење због нпр. инфекција, разградња рана, дехисценције тетиве,  неуроваскуларних повреде, и других постоперативнихе компликација. 
Конзервативна терапија се заснива на комбинованој употреби еквивуса и рехабилитационе чизме, што омогућава пацијентима да одмах носе пуну тежину тела, и одмах се подвргну раној функционалној рехабилитацији.
Добре стране
Предности неоперативног третмана су што смањују компликације које могу настати у рани, смањују трошкове болнице и лекара, имају нижи морбидитет и избегавају излагање анестезији.
Лоше стране
Недостаци неоперативног лечења укључују већу учесталост реруптуре (до 40%) и теже хируршке поправке након прекида тетиве. Поред тога, ивице тетиве могу зацелити у издуженом положају због зазора на крајевима додира тетиве, што доводи до смањене снаге и издржљивости плантарне флексије.

### Хируршка терапија
Оперативниа терапија руптуре Ахилове тетиве, која укључује повезивање крајева тетиве применом неке од оперативних техника, има одређене предности у анатомској рестаурацији тетиве. Оне се огледају у:
- очувању дужине Ахилове тетиве,
- редукцији ожиљног ткива тетиве на месту срастања,
- примарном зарастању тетиве у оптималном времену.[29][30][31]

### Рехабилитација
Физикална терапија са пацијентима са руптуром Ахилове тетиве спроводи се кроз следећих неколико фаза:
- У првој и другој фази физикалне терапије, бол се користи као параметар за одређивање интензитета вежбања; током кога се изводи активна дорзифлексија глежња са благим истезањем стопала.
- У средњој фази, јачање мускулатуре замењује сеактивним програмом неуромускуларне контроле.
- У трећој фази рехабилитације, прогресивни стрес се примењује дозирано уз сталну контролу како би се омогућило да се колаген формира на одговарајући начин. Како се бол смањује, изводи се агресивно истезање.

Примену влажне топлоте или облога пре тренинга и ноћу такође треба корисна. Хладне облоге треба користити након напорних активности како би се ублажили болови и остварио антиинфламаторни ефекат.
Може се користити корекција дефицита снаге и флексибилности мишићне тетиве код Ахилове тендинозе, заједно са ултразвуком, фонофорезом и другим модалитетима. Ово се може урадити под надзором физиотерапеута или према упутству лекара. Истезање тетива треба уради и у коленом злобу (са оба продужетка гастроцнемијус мишића) и флексија (да се протежие мишић солеус). Камен темељац јачања сада је употреба ексцентричних вежби, при чему већина пацијената има болове у 60-90% случајева.  Показало се да је програм јаког оптерећења, тетива веома користан за лечење отпорне тендинозе код тркача и за њихово враћање на пуну активност. Истраживачи су утврдили корелацију између добрих клиничких резултата постигнутих тренингом и значајног смањењења неоваскуларизације тетиве.